# Hrvatski nogometni kup 2013./14.
Hrvatski nogometni kup 2013./14. je dvadeset i treće izdanje Hrvatskog nogometnog kupa. Naslov pobjednika brani Hajduk iz Splita.

## Pretkolo
Parovi pretkola izvučeni su 1. kolovoza 2013. godine u Kući hrvatskog nogometa. Izvlačenju su nazočili predstavnici klubova koji u njemu sudjeluju. Ždrijebom su udređeni parovi i domaćini pretkola.
Igra se 28. kolovoza 2013.
| Br. | Domaći sastav      | Rezultat       | Gostujući sastav      | Napomene                                          |
| --- | ------------------ | -------------- | --------------------- | ------------------------------------------------- |
| 1   | Drava              | 3:0 b.b.       | Novalja               | Novalja je odustala od natjecanja                 |
| 2   | Opatija            | 2:3            | Lučko                 |                                                   |
| 3   | Mladost (Ždralovi) | 1:2            | Marsonia              | Marsonia prošla nakon produžetaka                 |
| 4   | Međimurje          | 4:3            | Lekenik               |                                                   |
| 5   | Torpedo            | 9:0            | Omladinac (N. Grad)   |                                                   |
| 6   | Novigrad           | 5:0            | Mladost (Palinovec)   |                                                   |
| 7   | Slavonija          | 2:0            | Graničar              |                                                   |
| 8   | Radnički (Mece)    | 1:1 (3:5 11 m) | Suhopolje             | Suhopolje prošlo boljim izvođenjem jedanaesteraca |
| 9   | Zagora             | 6:3            | Ogulin                | Zagora prošla nakon produžetaka                   |
| 10  | Borac (Imbriovec)  | 2:5            | Zmaj (Blato)          |                                                   |
| 11  | Jadran (Poreč)     | 3:2            | Bobota Agrar          | Jadran (Poreč) prošao nakon produžetaka           |
| 12  | Zagorec            | 1:4            | Kustošija             |                                                   |
| 13  | Zadar              | 5:0            | Plitvica              |                                                   |
| 14  | Podravina          | 3:1            | Imotski               | Podravina prošla nakon produžetaka                |
| 15  | Gorica             | 6:0            | Moslavac              |                                                   |
| 16  | Zelina             | 2:2 (7:5 11 m) | Croatia (Grabrovnica) | Zelina prošla boljim izvođenjem jedanaesteraca    |

## Šesnaestina završnice
Igra se 25. rujna 2013.
| Br. | Domaći sastav               | Rezultat       | Gostujući sastav            | Napomene                                                                   |
| --- | --------------------------- | -------------- | --------------------------- | -------------------------------------------------------------------------- |
| 1   | HNK Suhopolje               | 0:6            | GNK Dinamo Zagreb           |                                                                            |
| 2   | NK Kustošija Zagreb         | 1:5            | HNK Hajduk Split            |                                                                            |
| 3   | NK Drava Novigrad Podravski | 0:3            | HNK Cibalia Vinkovci        |                                                                            |
| 4   | NK Torpedo Kuševac          | 0:3            | NK Osijek                   |                                                                            |
| 5   | NK Novigrad                 | 3:0            | NK Varaždin                 |                                                                            |
| 6   | NK Jadran Poreč             | 0:6            | NK Slaven Belupo Koprivnica |                                                                            |
| 7   | NK Marsonia Slavonski Brod  | 0:5            | NK Zagreb                   |                                                                            |
| 8   | NK Podravina Ludbreg        | 1:0            | HNK Šibenik                 |                                                                            |
| 9   | HNK Rijeka                  | 11:0           | NK BŠK Zmaj Blato           | Utakmica se prvotno trebala igrati u Blatu, ali je domaćinstvo zamijenjeno |
| 10  | NK Slavonija Požega         | 1:2            | NK Istra 1961 Pula          |                                                                            |
| 11  | NK Lučko Zagreb             | 4:1            | NK Pomorac Kostrena         |                                                                            |
| 12  | HNK Gorica Velika Gorica    | 0:0 (1:2 11 m) | NK Inter Zaprešić           | Inter prošao boljim izvođenjem jedanaesteraca                              |
| 13  | NK Međimurje Čakovec        | 3:0 b.b.       | NK Karlovac                 | Karlovac je odustao od natjecanja                                          |
| 14  | HNK Segesta Sisak           | 0:2            | NK Zadar                    |                                                                            |
| 15  | NK Zelina Sveti Ivan Zelina | 0:1            | NK Vinogradar Mladina       |                                                                            |
| 16  | NK HAŠK Zagreb              | 1:2            | NK Zagora Unešić            |                                                                            |

## Osmina završnice
Igra se 30. listopada 2013.
| Br. | Domaći sastav               | Rezultat       | Gostujući sastav   | Napomene                                      |
| --- | --------------------------- | -------------- | ------------------ | --------------------------------------------- |
| 1   | NK Zagora Unešić            | 0:5            | GNK Dinamo Zagreb  |                                               |
| 2   | NK Vinogradar Mladina       | 1:3            | HNK Hajduk Split   | Hajduk prošao nakon produžetaka               |
| 3   | HNK Cibalia Vinkovci        | 0:2            | NK Zadar           |                                               |
| 4   | NK Međimurje Čakovec        | 0:2            | NK Osijek          | Osijek prošao nakon produžetaka               |
| 5   | NK Novigrad                 | 0:2            | NK Inter Zaprešić  |                                               |
| 6   | NK Slaven Belupo Koprivnica | 5:4            | NK Lučko Zagreb    |                                               |
| 7   | NK Zagreb                   | 0:0 (3:4 11 m) | NK Istra 1961 Pula | Istra prošla boljim izvođenjem jedanaesteraca |
| 8   | NK Podravina Ludbreg        | 1:3            | HNK Rijeka         |                                               |

## Četvrtzavršnica
Prve utakmice igraju se 27. studenog 2013., a uzvrati 4. prosinca 2013.
| Momčad                      | Ukupno         | Momčad            | 1. ut | 2. ut | Napomene                                       |
| --------------------------- | -------------- | ----------------- | ----- | ----- | ---------------------------------------------- |
| HNK Rijeka                  | 1:1 (4:2 11 m) | NK Osijek         | 1:0   | 0:1   | Rijeka prošla boljim izvođenjem jedanaesteraca |
| NK Istra 1961 Pula          | 3:0            | NK Zadar          | 1:0   | 2:0   |                                                |
| GNK Dinamo Zagreb           | 7:1            | HNK Hajduk Split  | 5:0   | 2:1   |                                                |
| NK Slaven Belupo Koprivnica | 2:1            | NK Inter Zaprešić | 2:1   | 0:0   |                                                |

## Poluzavršnica
Prve utakmice igraju se 12. ožujka 2014., a uzvrati 26. ožujka 2014.
| Momčad                      | Ukupno | Momčad             | 1. ut | 2. ut | Napomene |
| --------------------------- | ------ | ------------------ | ----- | ----- | -------- |
| NK Slaven Belupo Koprivnica | 1:4    | GNK Dinamo Zagreb  | 0:2   | 1:2   |          |
| HNK Rijeka                  | 3:1    | NK Istra 1961 Pula | 2:1   | 1:0   |          |

## Završnica
Igra se 7. svibnja i 13. svibnja 2014.
| Momčad            | Ukupno | Momčad     | 1. ut | 2. ut | Napomene                                   |
| ----------------- | ------ | ---------- | ----- | ----- | ------------------------------------------ |
| GNK Dinamo Zagreb | 0:3    | HNK Rijeka | 0:1   | 0:2   | Rijeka pobjednik Hrvatskog nogometnog kupa |

## Poveznice
- MAXtv Prva Liga 2013./14.
- 2. HNL 2013./14.
- 3. HNL 2013./14.
- 4. rang HNL-a 2013./14.
- 5. rang HNL-a 2013./14.
- 6. rang HNL-a 2013./14.
- 7. rang HNL-a 2013./14.